# 빈과일보 (홍콩)

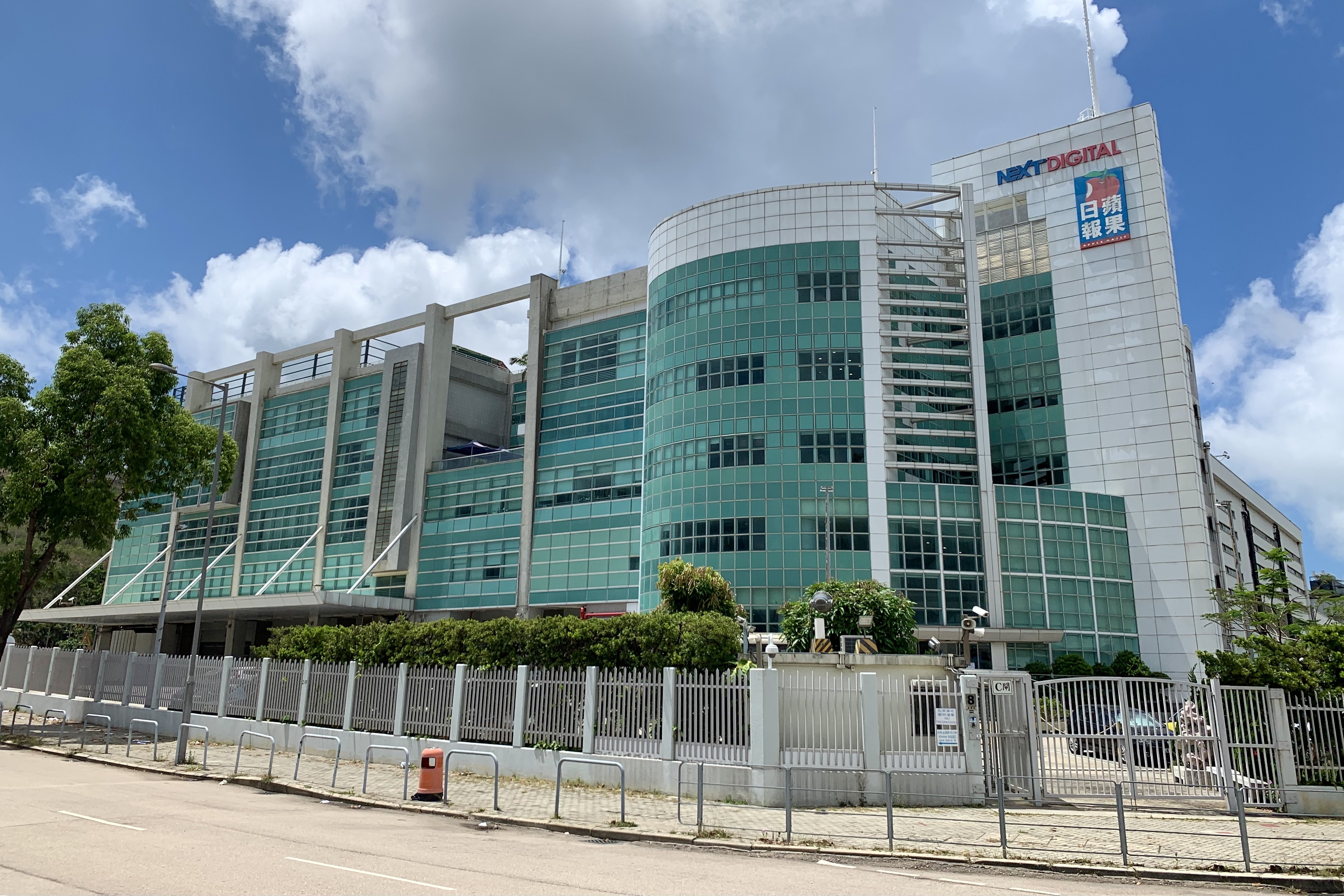

빈과일보(Apple Daily, 蘋果日報, ping4 gwo2 jat6 bou3)는 홍콩의 신문이었다. 1995년 지미 라이가 창업한 넥스트디지털에서 출판하고 있다. 넥스트디지털은 다른 중화민국의 회사와 합작하여 중화민국판 빈과일보도 발행하고 있다. 홍콩의 정치, 경제적 독립을 희망하므로 결과적으로 중화인민공화국(People's Republic of China)에서 출판 금지 및 인터넷 접속 금지(great firewall of China)되어 있다.
중국어 ‘빈과(蘋果, 苹果)’는 사과를 뜻한다.
브레인스토밍을 통하여 "만약 아담과 하와가 선악을 알게 하는 나무의 열매(선악과)를 먹지 않았다면, 이 땅에 어떤 죄악도 없었을거야."라는 의미에서 이름을 붙였다고 한다.

## 역사
빈과일보는 1995년 6월 20일에 당시의 다른 신문들과 달리 모든 페이지에 칼라 인쇄를 시도하였으며, 첫 페이지에 어떤 광고도 실지 않고 발행하였다. 이를 통해 넓은 독자층을 형성하여 큰 영향력을 발휘하게 되었다.
많은 정치 스캔들을 폭로하여, 2000년 의회의 전 의원 사건 등을 기사화하였다.
2003년 7월에는 홍콩 시민들이 거리에서 반정부 시위를 하는 것을 지지하여 500,000명의 시민들(홍콩 역사상 3번째 대규모 집회)이 홍콩 7-1 행진(Hong Kong July 1 marches)에 참여하게 하였다. 이후, 정부에 대항하는 내용의 메시지를 전하는 신문으로 알려지게 되었다.

## 같이 보기
- 홍콩의 신문
- 홍콩의 미디어